# Стерджесс, Артур
Сэмюэл Артур Стерджесс (англ. Samuel Arthur Sturgess; 22 сентября 1937, Мельбурн — 25 декабря 2022, Аулла, Тоскана) — австралийский хоккеист на траве, защитник; тренер. Серебряный призёр летних Олимпийских игр 1968 года, участник летних Олимпийских игр 1972 года как тренер.

## Биография
Артур Стерджесс родился 22 сентября 1937 года в австралийском городе Мельбурн.
В 1960—1970-е годы играл в хоккей на траве за мельбурнский «Эссендон». В сезоне-1961/62 из-за травмы лишился глаза. В 1960 и 1965—1966 годах входил в сборную штата Виктория.
В 1969—1972 годах был главным тренером «Эссендона».
В 1967 году был назначен главным тренером сборной Австралии, сменив на этом посту Чарли Морли. В 1968 году завоевал серебряную медаль летних Олимпийских игр в Мехико, в 1972 году занял 5-е место на летних Олимпийских играх в Мюнхене. Под его руководством австралийцы провели 55 матчей.
В дальнейшем поселился в Италии.
Умер 25 декабря 2022 года в доме престарелых в итальянской коммуне Аулла.